# Partit Antirevolucionari
Partit Antirevolucionari (neerlandès Anti-Revolutionaire Partij, ARP) fou un partit polític neerlandès fundat el 1879 i dissolt el 1977, integrat en la Crida Demòcrata Cristiana (CDA).

## Antecedents
Té els seus orígens en les tendències ortodoxes de l'Església Reformada Neerlandesa de 1840 de Guillaume Groen van Prinsterer, que s'oposava a les polítiques liberals sota el lema Déu, Països Baixos i la Casa d'Orange, i defensava una teocràcia protestant on catòlics i jueus fossin ciutadans de segona. Defensava també el control protestant de l'educació pública, s'oposava al restabliment dels bisbats catòlics. Arran d'això la dècada del 1860 van Prinsterer va restar aïllat políticament i començà a remodelar el seu ideari, decantant-se per esfera de sobirania del rei en comptes de teocràcia, i en societat protestant pluriforme.

## Fundació
Des del 1864 mantingué correspondència amb el jove teòleg protestant Abraham Kuyper. Aquest fundaria el partit el 3 d'abril de 1879, amb el nom d'antirevolucionari per oposar-se al liberalisme que va portar la Revolució Francesa; era nacionalista, defensava la neutralitat neerlandesa i s'oposava a la descolonització. El 1878 havia patrocinat una petició d'igualtat de pagament d'escoles religioses, basant-se en un programa realitzat pel mateix Kuyper el 1877. Al voltant del partit es formaren escoles protestants, la Universitat Lliure (1880) i el diari De Standaard. El 1886 Kuyper trencà amb l'Església Reformada Neerlandesa (NHK) per a crear el 1892 les Esglésies Reformades als Països Baixos (GKN).
En aquells moments el seu ideari es basava a demanar igualtat el pagament de les escoles públiques i les religioses, amb l'estratègia política de trencar l'aliança entre conservadors i liberals per tal d'establir una aliança entre catòlics i protestants. El 1879 tenia 13 membres a la Casa de Representants, encara que no tots eren afiliats al partit. Entre 1879 i 1883 va créixer fins a 19, en va assolir 21 el 1884 i el 1886 el primer senador.

## Consolidació política
A les eleccions de 1888 va obtenir el 31,4% i 27 escons, i el seu cap Aeneas Baron Mackay va formar govern amb catòlics i dos conservadors independents. A les de 1891 només va perdre un 2% de vots, però va perdre 6 escons. El nou cap de govern, el liberal van Tienhoven, proposà reformar el cens electoral i establir el sufragi universal masculí. Això dividí el partit: Kuyper n'era favorable (per raons tàctiques), mentre que Alexander de Savorin-Lohman s'hi oposava. Aquest també s'oposava a la disciplina del partit i el 1894 es va escindir, fundant el 1898 el Partit Antirevolucionari Lliure, que el 1904 es transformaria en Unió Cristiana Històrica (CHU), antisufragista i antipapista.
Per això a les eleccions de 1894 va perdre la meitat dels vots i 6 dels 21 escons, i els catòlics trencaren l'aliança i donaren suport al goven conservador. A les eleccions de 1897 va treure el 26% dels vots i 17 escons, però el grup de Savorin va treure l'11% i pactà amb els liberals, i ARP passà a l'oposició. Però a les eleccions de 1901 tragué el 27,4% dels vots i 23 escons, de manera que Kuyper forma govern amb De Savorin i els catòlics; aquest govern es caracteritzà pel seu autoritarisme i la duresa de la repressió de la vaga de ferrocarrils de 1903. A les eleccions de 1905 va perdre el 3% dels vots i 8 escons, fins i tot el de Kuyper. Theo Heemskerk esdevé el nou cap i es produeixen algunes escissions.
A les eleccions de 1909 va treure 25 escons i guanyà un 3%, de manera que Heemskerk forma govern, però a les de 1913 perdé la meitat dels escons. Kuyper es retira de la política el 1912 per motius de salut i el partit resta en mans de polítics de segona fila, però tingué un paper important en la reforma de la constitució neerlandesa de 1918 en acceptar el sufragi femení i la representació proporcional.

## El període d'entreguerres
A les eleccions de 1918 va guanyar dos escons i va formar govern amb els catòlics de Charles Ruijs de Beerenbrouck, alhora que pateix l'escissió del Partit Polític Reformat. A les eleccions de 1922 participa en coalició i el seu cap Hendrikus Colijn és nomenat ministre de guerra. Continuarà en coalició després de les eleccions de 1925 i 1929.
El partit, liderat per Colijn, va guanyar popularitat durant la crisi dels anys 30. A les eleccions de 1933 guanya dos escons més i participa en govern de catòlics, liberals, cristians històrics i VDB. Es decantaren per receptes econòmiques clàssiques, es negaren a devaluar moneda, però no solucionà crisi. A les eleccions de 1937 arribà als 17 escons i continuà al govern. Quan el Tercer Reich va invadir els Països Baixos, va participar activament en el govern a l'exili (a vegades presidit per Pieter Gerbrandy) i participà en la resistència interna, tot editant el diari Trouw.

## La postguerra i formació de la CDA
A les eleccions legislatives neerlandeses de 1946 es presenta dirigit per Jan Schouten i va perdre 4 escons; la seva negativa a independitzar Indonèsia li va impossibilitar formar govern amb el Partit del Treball i el Partit Popular Catòlic, cosa que es repetí a les de 1948. Alhora, una escissió de les esglésies protestants el 1948 provocà la creació de la Lliga Política Reformada.
Després de les eleccions de 1952 tornaria a formar part del govern del socialdemòcrata Will Drees, i Jelle Zijlstra fou ministre d'economia. Aquest esdevé cap de l'ARP a les eleccions de 1956, on treu el 10% i 15 escons i forma part del govern, però en perd un a les de 1959, després de les quals governà amb Jan de Quay en coalició amb catòlics, cristians històrics i liberals.
A les eleccions de 1963 el cap és Barend Biesheuvels, qui serà nomenat ministre d'agricultura; el 1965 forma part del govern de Jo Cals amb laboristes i catòlics de Jo Cals. A les eleccions de 1967 els sectors joves no volien governar amb el Partit Popular Catòlic i no formen part govern.
A les eleccions de 1971 perdé vots com tots els altres partits confessionals, però Biesheuvel formà govern amb Democratisch-Socialisten '70. A les eleccions posteriors formaria part del govern de Joop den Uyl i prendria un tarannà progressista amb nou cap Willem Aantjes. El 1974 formaria amb el Partit Popular Catòlic i la Unió Cristiana Històrica la nova coalició Crida Demòcrata Cristiana, dins la qual es dissoldria el 1977.

## Resultats electorals
| Any  | Líder          | Vots     | %     | Vots (2v) | % (2v) | Escons   | +/- |
| ---- | -------------- | -------- | ----- | --------- | ------ | -------- | --- |
| 1886 | Abraham Kuyper |          |       |           |        | 19 / 100 | Nou |
| 1887 | Abraham Kuyper | 19 / 100 | =     |           |        |          |     |
| 1888 | Abraham Kuyper | 97,848   | 24.51 | 22,400    | 24.81  | 27 / 100 | 8   |
| 1891 | Abraham Kuyper | 81,529   | 23.08 | 22,019    | 29.18  | 20 / 100 | 7   |
| 1894 | Abraham Kuyper | 35,898   | 12.98 | 15,101    | 13.72  | 5 / 100  | 15  |
| 1897 | Abraham Kuyper | 108,581  | 26.25 |           |        | 17 / 100 | 12  |
| 1901 | Abraham Kuyper | 106,670  | 27.42 | 22 / 100  | 5      |          |     |
| 1905 | Abraham Kuyper | 143,428  | 24.58 | 15 / 100  | 7      |          |     |
| 1909 | Abraham Kuyper | 166,270  | 27.90 | 25 / 100  | 10     |          |     |
| 1913 | Abraham Kuyper | 161,154  | 20.96 | 11 / 100  | 14     |          |     |
| 1917 | Abraham Kuyper |          |       | 12 / 100  | 1      |          |     |
| 1918 | Abraham Kuyper | 180,187  | 13.43 | 13 / 100  | 1      |          |     |